# Chassalia parvifolia
Chassalia parvifolia är en måreväxtart som beskrevs av Karl Moritz Schumann. Chassalia parvifolia ingår i släktet Chassalia och familjen måreväxter. Inga underarter finns listade i Catalogue of Life.